# Вальсроде

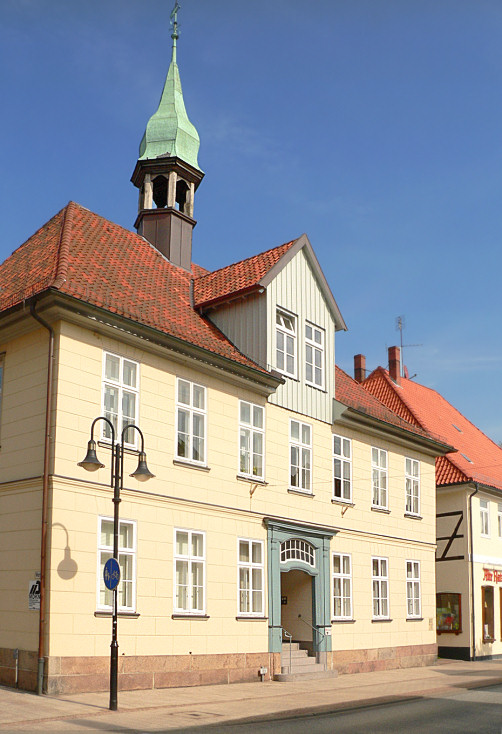
Ратуша

Вальсроде (нем. Walsrode) — город в Германии, в земле Нижняя Саксония.
Входит в состав района Зольтау-Фаллингбостель. Население составляет 23 978 человек (на 31 декабря 2010 года). Занимает площадь 270,68 км². Официальный код — 03 3 58 022.
Город подразделяется на 22 городских района.